# Герхард Гепп
Герхард Гепп (нім. Gerhard Gepp; 20 квітня 1940 — 26 березня 2024) — австрійський живописець, графік, ілюстратор, карикатурист. Роботи художника експонуються у різних музеях світу та на престижних міжнародних виставках.

## Життя та робота
Герхард Гепп народився у 1940 році у комуні Пресбаум (нім. Pressbaum) округу Відень у федеральній землі Нижня Австрія. Він вважається художником-самоуком.
Гепп здобув поліграфічну освіту у галузі офсетного друку та працював з 1964 до 1976 рік як графічний дизайнер й ілюстратор. Перші нагороди отримав за плакати й афіші від міст Відень, Мілан. Потім пішли публікації у спеціалізованих журналах Німеччини та Швейцарії. Його картини маслом, гуаші та малюнки почав виставляти фонд «BAWAG» у Відні.
З 1989 року Герхард Гепп працює у своєму новому мистецькому проєкті «Поетична сатира». Твори художника, виконані акрилом на полотні чи картоні, експонуються на багатьох міжнародних виставках і відзначаються нагородами. Його ілюстрації публікуються у різних місцевих та міжнародних виданнях. Гепп оформляє і власну книгу «Маленький човен у великій подорожі» (нім. Kleines Boot auf Grosser Reise). Твори карикатуриста є в музеях, галереях та приватних зібраннях багатьох країн світу — Австрії, Угорщини, Німеччини, Індії, Італії, Пакистану, Польщі, Росії, Чехії, Швейцарії та інших.
|         |  |          |  |            |  |
| Терапія |  | Ендшпіль |  | Анахронізм |  |

У Росії Герхард Гепп відомий завдяки його участі у Міжнародному форумі візуального гумору «КАРИКАТУРУМ», який приваблює художників із багатьох країн світу.
Сургутський художній музей має велику колекцію сатиричних малюнків і шаржів, яка також містить і роботи австрійського карикатуриста.
У 1991 році художник розпочав роботу за темою «Спадкування». У 2001 році він отримав звання професора. Його роботи відрізняються тонким гумором і відсутністю агресивності. Їх тематичний діапазон тягнеться від побутового жанру до метафізики.
Герхард Гепп живе та працює як незалежний ілюстратор, живописець та малювальник у себе на батьківщині — у Пресбаумі. Його живопис та графіка виставляється на художніх аукціонах. Готуючись до чергової персональної виставки у січні — лютому 2012 року, художник припустив, що вона буде останньою.

## Призи та нагороди
- 1983 — Державна премія за рекламу, Розрахункова палата / IMT, Відень / Австрія
- 1990 — 3-е місце на Міжнародному фестивалі карикатур, Будапешт / Угорщина
- 1991 — Спеціальний приз, Сатирикон, Легниця / Польща
- 1992 — 3-е місце, IWA-Фонд, Гавіржов / Чехія
1-е місце, Карикатура, Шяуляй / Литва
- 1993 — 3-е місце, Сатирикон, Легниця / Польща
- 1994 — Призи Австрії та Відня за ілюстрування книг для дітей та юнацтва, Відень / Австрія
- 1996 — Спеціальний приз, Сатирикон, Легниця / Польща
- 1997 — 2-е місце, Золота посмішка, Белград / Югославія
3-е місце, Сатирикон, Легниця / Польща
- 1998 — Спеціальний приз 12. Голландського фестивалю карикатур, Ейндховен / Нідерланди
3-е місце, Сатирикон, Легниця / Польща
- 1999 — Спеціальний приз 20. Міжнародній Бієнале dell'Umorismo nell'Arte, Толентіно / Італія
Спеціальний приз, Сатирикон, Легниця / Польща
- 2001 — Спеціальний приз Міжнародного форуму візуального гумору, Сургут / Росія
- 2002 — Спеціальний приз + 1-е місце + 3-е місце, Сатирикон, Легниця / Польща
- 2004 — Спеціальний приз Швейцарської премії карикатур, Швейцарія
3-е місце, Гуморист, Градец-Кралове / Чехія
- 2006 — 2-е місце, Весь Відень, Література & Карикатура, Кремс-ан-дер-Донау / Австрія;
Гран-прі, Сатирикон, Легниця / Польща
- 2008 — Спеціальний приз, Сатирикон, Легниця / Польща ;
3-е місце, Hans Langitz-Меморіальна премія карикатури, Клагенфурт / Австрія;
3-е місце, Aydin Dogan XXV Міжнародний конкурс карикатур, Стамбул / Туреччина
- 2012 — 1-е місце, М'яч у грі, Міжнародний конкурс у Музеї карикатур, Варшава / Польща

## Персональні виставки
- 1991 — Міжнародний культурний центр, Краків / Польща
- Міська галерея, Легниця / Польща
- 1993/1996/1998/2002/2006 — Галерея Peithner-Lichtenfels, Відень / Австрія
- Міська галерея, Зальцбург / Австрія
- 1994/1999/2003 — Галерея Thomas Flora, Інсбрук / Австрія
- Галерея Peithner-Lichtenfels, Прага / Чехія
- 1995 — Національна художня галерея, Ісламабад / Пакистан
- Національний Колаж у мистецтві, Лахор / Пакистан
- Школа мистецтв у долині Інда, Карачі / Пакистан
- Всеіндійське суспільство образотворчого мистецтва, Нью-Делі / Індія
- 1996/2003 — Галерея etcetera, Мюнхен / Німеччина
- 2000/2004 — Галерея Welz, Зальцбург / Австрія
- 1997 — Галерея Inter Art, Кельн / Німеччина
- Австрійське посольство у Вашингтоні / США
- Галерея d´Arte Artesegno, Удіне / Італія
- 1998 — Галерея Kramer, Гамбург / Німеччина
- 2000/2004 — Галерея Wolfrum, Відень / Австрія
- 2001/2006 — Галерея am Salzgries, Відень / Австрія
- Нижньоавстрійський Центр документації, Санкт-Пельтен / Австрія
- Австрійський Культурфорум, Варшава / Польща
- 2002 — Кунстхаус, Грац / Австрія
- 2004 — Австрійський Культурфорум, Брно / Чехія
- 2005 — Музей Олафа Гульбранссона, Тегернзе / Німеччина
- 2006 — Kulturkreis Sennestadt, Білефельд / Німеччина
- 2007 — Галерея bast-art, Відень / Австрія
- 2009 — Музей Егона Шіле, Тульн-ан-дер-Донау / Австрія
- 2010 — Музей карикатур, Варшава / Польща

## Участь у різних виставках
- 1990 — Міжнародний фестиваль карикатур, Угорський національний музей, Будапешт, Угорщина
- 2009 — «Тенденції та мрії», у Палаці Фішау, Галерея в Бад-Фішау-Брунн федеральної землі Нижня Австрія

## Музеї та колекції
- Галерея Альбертіна у Відні / Австрія
- Музей Леопольда у Відні / Австрія
- Краєзнавчий Музей та Артотека у Нижній Австрії
- Міське управління з культури, Відень / Австрія
- Міжнародний музей гумору в мистецтві, Толентіно / Італія
- Музей карикатур, Варшава / Польща * Моравська галерея, Брно / Чехія
- Музей карикатур, Базель / Швейцарія
- Сургутський художній музей, Сургут / Росія
- Музей карикатур, Кремс-ан-дер-Донау / Австрія

## Ілюстрації в газетах та журналах
Герхард Гепп отримує численні замовлення на ілюстрування друкованих ЗМІ, наприклад, від австрійських газет «Der Standard», «Die Presse» та «Wiener Zeitung», а також від німецьких «Die Zeit» і «Süddeutsche Zeitung». Серед журналів, для яких Гепп готує ілюстрації та титульні листи, є австрійський економічний "Trend ", німецька науково-популярна «Психологія сьогодні» та швейцарський сатиричний «Nebelspalter».

## Каталоги
- «Герхард Гепп», 1982, Вид. Галерея Хільгер, Відень (Вступне слово Вольфганга Хільгера)(нім.)
- «Герхард Гепп», 1984, 1986, 1987, (Живопис маслом)(нім.)
- «Спадкування», 1991, (Вступне слово Габрієли Наглер)(нім.)
- «Удавання», 1987(нім.)
- «Поетична сатира», 1993, (Вступне слово Ангелики Боймер)(нім.)
- «Поетична сатира», роботи 1993—1996 гг. (Вступне слово Гюнтера Тракслера)(нім.)
- «Поетична сатира», роботи 1997—2000 гг. (Вступне слово Флоріана Штайнінгера)(нім.)
- «Поетична сатира», роботи 2001—2003 років. (Вступне слово Манфреда Вагнера)(нім.)
- «Герхард Гепп», 2010, Каталог виставки у Варшаві, (Вступне слово М. М. Вагнера)(нім.)

## Книги
- Werner Fiala, Gerhard Gepp: Manifest in Wort und Bild. Bibliothek der Provinz, 2010, ISBN 978-3-900000-72-1(нім.)
- Irene Ulitzka, Gerhard Gepp: Das Land der Ecken. Picus Verlag, 1994, ISBN 3-85452-062-X, (Österr. Kinder-und Jugendbuchpreis 1994, Kinder-und Jugendbuchpreis der Stadt Wien, 1994)(нім.)
- Gerhard Gepp: Kleines Boot auf Grosser Reise. Picus Verlag, 1995, ISBN 3-85452-087-5(нім.)